# Obersteben

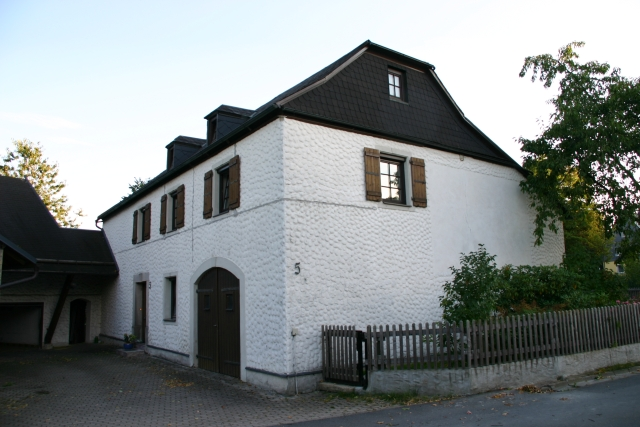
Wohnstallhaus, Baujahr 1837

Obersteben ist ein Gemeindeteil des Marktes Bad Steben im Landkreis Hof (Oberfranken, Bayern). Die Gemarkung Obersteben hat eine Fläche von 5,601 km². Sie ist in 1113 Flurstücke aufgeteilt, die eine durchschnittliche Fläche von 5032,74 m² haben. In ihr liegen neben dem namensgebenden Ort die Gemeindeteile Fichten und Lochau.

## Geografie
Im Dorf, das allseits von Acker- und Grünland umgeben ist, entspringt der Pfarrbach, dem linken Oberlauf des Stebenbachs. Im Süden wird der Ort von der Kreisstraße HO 31 tangiert, die nach Bad Steben zur Staatsstraße 2196 (1,6 km östlich) bzw. nach Steinbach bei Geroldsgrün verläuft (2,3 km westlich). Eine Gemeindeverbindungsstraße führt nach Bad Steben zur Kreisstraße HO 29 (1,4 km südwestlich).

## Geschichte
Obersteben wurde 1410 erstmals urkundlich erwähnt. Es gehörte damals zur Herrschaft Lichtenberg.
Gegen Ende des 18. Jahrhunderts bestand Obersteben aus 85 Anwesen (4 Gütlein, 20 Halbhöfe, 56 Viertelhöfe, 3 Tropfhäuser, 2 halbe Tropfhäuser) und einer Wehrzollstätte. Die Hochgerichtsbarkeit, die Dorf- und Gemeindeherrschaft sowie die Grundherrschaft über sämtliche Anwesen hatte das bayreuthische Kasten- und Richteramt Lichtenberg.
Von 1797 bis 1810 unterstand Obersteben dem Justiz- und Kammeramt Naila. Nachdem im Jahr 1810 das Königreich Bayern das Fürstentum Bayreuth käuflich erworben hatte, wurde der Ort bayerisch. Infolge des Ersten Gemeindeedikts wurde Obersteben dem 1812 gebildeten Steuerdistrikt Untersteben zugewiesen. Zugleich entstand die Ruralgemeinde Obersteben. Zu dieser gehörten Fichten und Lochau. Sie war in Verwaltung und Gerichtsbarkeit dem Landgericht Naila zugeordnet und in der Finanzverwaltung dem Rentamt Lichtenberg (1919 in Finanzamt Lichtenberg umbenannt, seit 1955 Finanzamt Naila). Ab 1862 gehörte Obersteben zum Bezirksamt Naila (1939 in Landkreis Naila umbenannt). Die Gerichtsbarkeit blieb beim Landgericht Naila (1879 in Amtsgericht Naila umgewandelt). Die Gemeinde Obersteben hatte 1964 eine Gebietsfläche von 5,673 km². Im Zuge der Gebietsreform in Bayern wurde die Gemeinde Obersteben am 1. Januar 1971 nach Bad Steben eingemeindet.

## Baudenkmäler
- Weberweg 5 (=Haus Nr. 36): Wohnstallhaus mit Halbwalmdach (Baujahr 1837), mit Anbau[11]

ehemalige Baudenkmäler
- Haus Nr. 7: Zweigeschossiges Wohnstallhaus mit Halbwalmdach, vermutlich Ende des 18. Jahrhunderts; Erdgeschoss verputzt massiv, die Fenstergewände im späten 19. Jahrhundert erneuert, Obergeschoss, zwei zu fünf Achsen, Fachwerk, südliche Traufseite verputzt, nördliche verbrettert, Giebel verschiefert; hölzernes, profiliertes Traufgesims.[12]
- Haus Nr. 10: Zweigeschossiges Wohnstallhaus mit Halbwalmdach, drei zu fünf Achsen; Erdgeschoss verputzt massiv; Fachwerkobergeschoss verputzt, Giebel und nördliche Traufseite verschiefert, über Stall massiv erneuert; der Sturz über der Wohnungstür bezeichnet „1800“. Backofenanbau an der nördlichen Traufseite.[12]
- Haus Nr. 28: Eingeschossiges, verputzt massives Wohnstallhaus mit Halbwalmdach, wohl spätes 18. Jahrhundert; Giebeltrapez verbrettert; hölzernes, profiliertes Traufgesims.[12]

### Einwohnerentwicklung
Gemeinde Obersteben
| Jahr      | 1819  | 1840   | 1852   | 1855   | 1861   | 1867   | 1871   | 1875   | 1880   | 1885   | 1890   | 1895   | 1900   | 1905   | 1910   | 1919   | 1925   | 1933   | 1939   | 1946   | 1950   | 1952   | 1961  | 1970   |
| Einwohner | 308   | 373    | 382    | 394    | 410    | 408    | 395    | 388    | 365    | 352    | 317    | 315    | 308    | 307    | 319    | 324    | 320    | 323    | 312    | 373    | 389    | 399    | 371   | 356    |
| Häuser    |       |        |        |        |        |        | 55     |        |        | 60     | 56     |        | 56     |        |        |        | 59     |        |        |        | 63     |        | 74    |        |
| Quelle    | [ 7 ] | [ 14 ] | [ 14 ] | [ 14 ] | [ 15 ] | [ 16 ] | [ 17 ] | [ 18 ] | [ 19 ] | [ 20 ] | [ 21 ] | [ 14 ] | [ 22 ] | [ 14 ] | [ 23 ] | [ 14 ] | [ 24 ] | [ 14 ] | [ 14 ] | [ 14 ] | [ 25 ] | [ 14 ] | [ 8 ] | [ 26 ] |

Ort Obersteben
| Jahr      | 001799 | 001819 | 001861 | 001871 | 001885 | 001900 | 001925 | 001950 | 001961 | 001970 | 001987 | 002013 |
| Einwohner | 196    | 212    | 321    | 305    | 271    | 236    | 260    | 323    | 294    | 271    | 307    | 323    |
| Häuser    | 30     |        |        |        | 46     | 43     | 47     | 50     | 60     |        | 97     |        |
| Quelle    | [ 27 ] | [ 7 ]  | [ 15 ] | [ 17 ] | [ 20 ] | [ 22 ] | [ 24 ] | [ 25 ] | [ 8 ]  | [ 26 ] | [ 28 ] |        |

## Religion
Obersteben ist seit der Reformation evangelisch-lutherisch geprägt und bis heute nach St. Walburga (Untersteben) gepfarrt (seit 1910 ist die Lutherkirche (Bad Steben) die Hauptkirche).